# ویوو رویال
ویوو رویال (به انگلیسی: View Royal) یک منطقهٔ مسکونی در کانادا است که در ناحیه بخش مرکزی بریتیش کلمبیا واقع شده‌است. ویوو رویال ۱۴٫۳۶ کیلومتر مربع مساحت دارد ۲۰ متر بالاتر از سطح دریا واقع شده‌است.